# 山口廣
山口 廣（やまぐち ひろし、1925年10月11日 - 2017年7月12日）は、日本の建築史家。工学博士（論文博士・1972年）（学位論文「ドイツ表現派の建築」）。日本大学名誉教授。東京生まれ。

## 略歴
1959年日本大学旧工学部卒業。1971年明治大学大学院工学研究科建築学専攻博士課程修了。1972年「ドイツ表現派の建築」で工学博士。
日本大学生産工学部助教授を経て1975年同教授。1987年日本建築学会賞論文賞受賞。1988年に日本建築学会副会長。96年日本大学を定年、名誉教授。

## 著書
- 『一級建築士問題の研究 1.計画・環境・設備』オーム社 1968
- 『解説・近代建築史年表 1750-1959』建築ジャーナリズム研究所 1968
- 『ドイツ表現派の建築 近代建築の異端と正統』井上書院、1972
- 『自由様式への道 建築家安井武雄伝』南洋堂出版 1984
- 『目でみる住まいの歴史』井上書院 1984

### 共著
- 『二級建築士問題の研究 1』五十嵐永吉共編 オーム社 1966
- 『万国博物語』浜口隆一共著 鹿島研究所出版会 1966
- 『一級建築士問題の研究 4 法規』中村忠実共著 オーム社 1972
- 『一級建築士問題の研究 1 計画・環境・設備』坂本守正共著 オーム社 1978
- 『日本建築宣言文集』藤井正一郎共編著 彰国社 1973
- 『日本の建築明治大正昭和　6 渡辺節・安井武雄・ヴォーリズ 都市の精華』増田彰久写真 三省堂 1979
- 『2級建築士受験講座 1　建築計画 計画・建築史・環境工学・設備』共著 鹿島出版会 1981
- 『建築卒論・レポートの書き方 建築学生の作文技術』笠井芳夫,浅野平八共著 井上書院 1984
- 『郊外住宅地の系譜 東京の田園ユートピア』編 鹿島出版会 1987
- 『近代建築再見 生き続ける街角の主役たち』日大山口研究室 宮本和義写真 建築知識 1988
- 『新建築学大系 5  近代・現代建築史』鈴木博之共著　彰国社 1993

### 翻訳
- ウイリアム・ムッシェンハイム『建築デザインの基本技法』彰国社 1974
- ニコラウス・ペヴズナー『ヨーロッパ建築序説　新版』彰国社 1989。小林文次・竹本碧共訳